# Giovanni Battista Savelli
Giovanni Battista Savelli (Roma, 1422 - Castel Gandolfo, 18 de setembro de 1498) foi um cardeal do século XV.

## Primeiros anos
Nasceu em Roma em Ca. 1422. Filho de Nicola Savelli, signore de Palombara e Castel Gandolfo, nobre romano. De família aristocrática que incluía o Papa Honório IV (1285-1287); e os cardeais Bertrando Savelli (1216); Giacomo Savelli (1539) Silvio Savelli (1596); Giulio Savelli (1615); Fabrizio Savelli (1647); e Paolo Savelli (1664). Ele foi chamado de Cardeal Savelli.

## Vida pregressa
Apostólico protonotário. Governador de Bolonha, 1468-1470. Governador de Marca antes de fevereiro de 1474.

## Cardinalato
Criado cardeal secretamente pelo Papa Paulo II em maio ou junho de 1471, juntamente com outros três prelados; não foram publicados em consideração ao rei da França; por isso e por causa da oposição do cardeal Latino Orsini, não foram admitidos no conclave de agosto de 1471. Legado em Perugia. Criado cardeal diácono no consistório de 15 de maio de 1480; recebeu a diaconia de Ss. Vito e Modesto logo depois; recebeu o barrete vermelho na basílica patriarcal do Vaticano em 3 de junho de 1480. Foi confirmado como legado a latere de Perugia e seu distrito foi confirmado em 16 de junho de 1480; ele deixou Roma para sua legação em 12 de julho; retornou a Roma em 2 de dezembro de 1480. Nomeado legado a Gênova para restabelecer a paz entre as famílias Fregoso e Adorno e supervisionar o armamento da frota papal contra os turcos, 4 de dezembro de 1480; ele deixou Roma para sua legação em 20 de dezembro de 1480; regressou em 30 de junho de 1481 pelo rio Tibre, com as embarcações que havia armado; foi a S. Paolo fuori le mura, onde o papa o recebeu e abençoou a frota; mais tarde, em consistório celebrado no mesmo dia, apresentou um relato completo da sua missão em Génova. Foi para Perugia e voltou daquela legação para Roma em 24 de novembro de 1481; voltou para Perugia e retornou a Roma em 18 de maio de 1482. Na luta com os Orsinis, caiu em desgraça com o Papa Sisto IV e foi acusado de traição no consistório em 2 de janeiro de 1483; apesar da sua negação, foi mantido refém no Vaticano, alojado com o Cardeal Giuliano della Rovere; no dia seguinte foi transferido para o Castelo Sant'Angelo junto com o cardeal Giovanni Colonna; esteve doente até 15 de novembro de 1483, quando foi libertado; nesse mesmo dia, participou de um consistório; sua inocência foi reconhecida. Optou pela diaconia de S. Nicola em Carcere Tuliano pouco depois, ou em 17 de março de 1484. Participou do conclave de 1484, que elegeu o Papa Inocêncio VIII. Legado em Bolonha em 1484. Participou do conclave de 1492, que elegeu o Papa Alexandre VI.

## Episcopado
Administrador da Sé de Maiorca, 31 de agosto de 1492; ocupou o cargo até 27 de março de 1493. Legado em Spoleto, 31 de agosto de 1492. Arcipreste da Basílica Patriarcal da Libéria de setembro de 1492 até sua morte. Em 31 de dezembro de 1493, ele acompanhou o rei Carlos VIII da França em sua entrada em Roma; na convenção entre o rei e o papa, assinada em 15 de janeiro de 1495, foi confirmada a legação do cardeal em Spoleto. Esteve em Nápoles com o rei em abril de 1495. Após a partida do rei da Itália, o cardeal permaneceu longe de Roma por um ano e meio; voltou em 22 de dezembro de 1496, com o bispo Pietro de Cesena, que o acompanhou. Ele foi recebido pelo papa na noite seguinte. Ele tinha uma reputação de mundanismo e luxo.
Morreu em Castel Gandolfo em 18 de setembro de 1498, nos domínios de sua família em Castel Gandolfo. Seu corpo foi trasladado para Roma e sepultado na igreja S. Maria in Aracoeli